# Gå och se
Gå och se (ryska: Иди и смотри, Idi i smotri) är en sovjetisk krigs-/dramafilm med surrealistiska inslag, från 1985 i regi av Elim Klimov. Filmen är känd för att vara en brutal och realistisk skildring av nazisternas förintelse av slaver under andra världskriget. Den väckte stor debatt i Sovjetunionen när den släpptes.

## Handling
Tonårspojken Fljora i Vitryska SSR i Sovjetunionen hittar vid ett tidigare slagfält ett gevär i sanden. Nazitysklands invasion av landet pågår och Fljora söker värvning hos vitryska partisaner med sitt nya gevär. I sin by, med sin mor och två småsystrar, så accepteras han strax därpå som rekryt och eskorteras till ett partisanförband i skogarna. Det han kommer att skåda under de kommande två dagarna kommer att skada och förändra honom djupt både fysiskt och psykiskt. I de vackra slaviska skogarna möter Fljora trauma, misär och terror under kriget, som når sitt klimax då han befinner sig vid en by som invaderas av ett Einsatzkommando, kollaboratörer och SS. När byn och dess invånare bränns och förintas av nazisterna befinner sig Fljora mitt i infernot.

## Medverkande
| Aleksej Kravtjenko      | – Fljora       |
| Olga Mironova           | – Glaša        |
| Liubomiras Lauciavicius | – Kosatj       |
| Vladas Bagdonas         | – Rubezj       |
| Juris Lumiste           | – tysk officer |
| Viktor Lorents          | – major        |
| Kazimir Rabetskij       | – man          |
| Jevgenij Tilitjejev     | – Gežel        |